# Conrad Faber
Conrad Faber (Kreuznach, 1500 circa – Francoforte, 1552-1553) è stato un pittore tedesco.

## Biografia

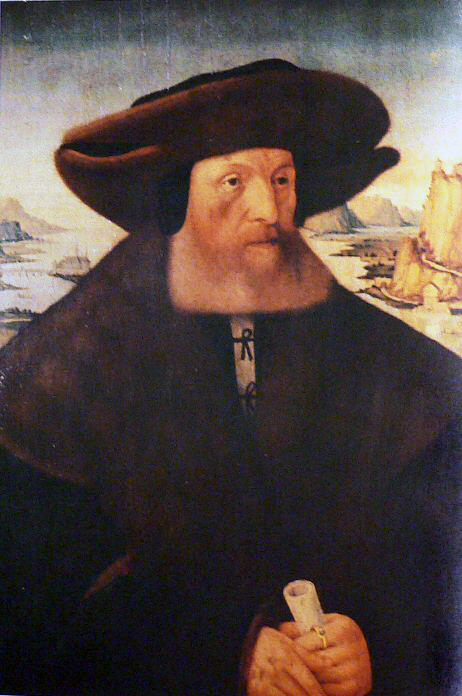
Francoforte - Städelsches Kunstinstitut - Ritratto di Hamman von Holzhausen, 1529

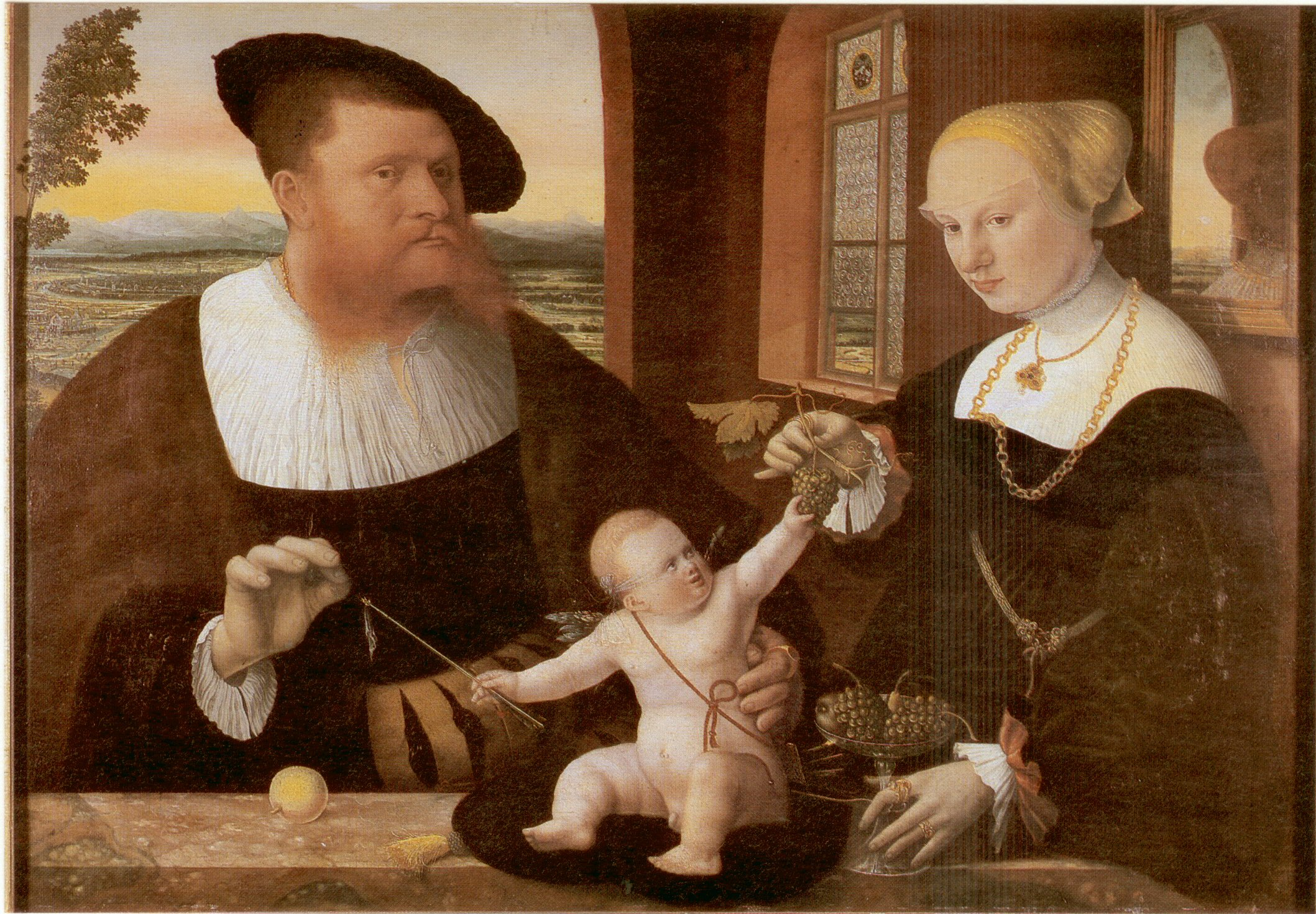
Francoforte - Städelsches Kunstinstitut - Ritratto di Justinian e di Anna von Holzhausen, 1536

Nato probabilmente a Kreuznach attorno al 1500, lavorò soprattutto a Francoforte come ritrattista e disegnatore topografico, anche se l'attribuzione di alcune opere è stata per lungo tempo oggetto di controversie. 
Come ritrattista è considerato oggettivo e vigoroso, anche se talvolta un po' greve; fu influenzato ai suoi esordi da Hans Holbein il Giovane e da Hans Baldung, più tardi da Jan van Scorel. Il più chiaro esempio di questo periodo è il Doppio ritratto di Justinian e Anna von Holzhausen del 1536, conservato al Städelsches Kunstinstitut di Francoforte. Praticamente diventò il ritrattista dell'aristocrazia e dei notabili della città, che spesso rappresentò a mezza figura, stagliati sullo sfondo di un paesaggio.
Oltre che a Francoforte, alcune sue opere sono conservate al Museumszentrum Dahlem presso Berlino, all'Art Institute of Chicago e alla National Gallery of Ireland di Dublino.